# Bombycilla cedrorum
Bombycilla cedrorum là một loài chim trong họ Bombycillidae.

## Hình ảnh

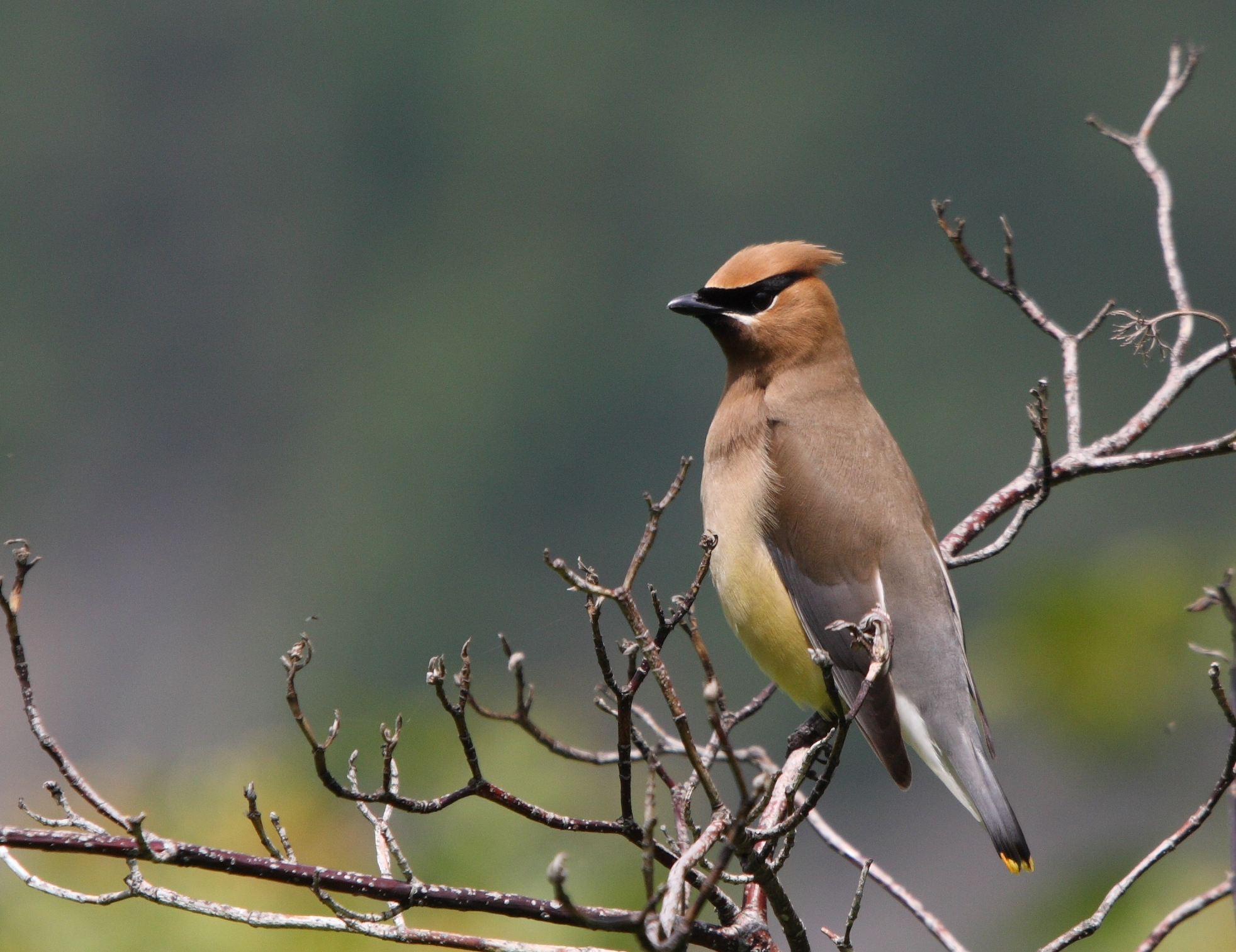
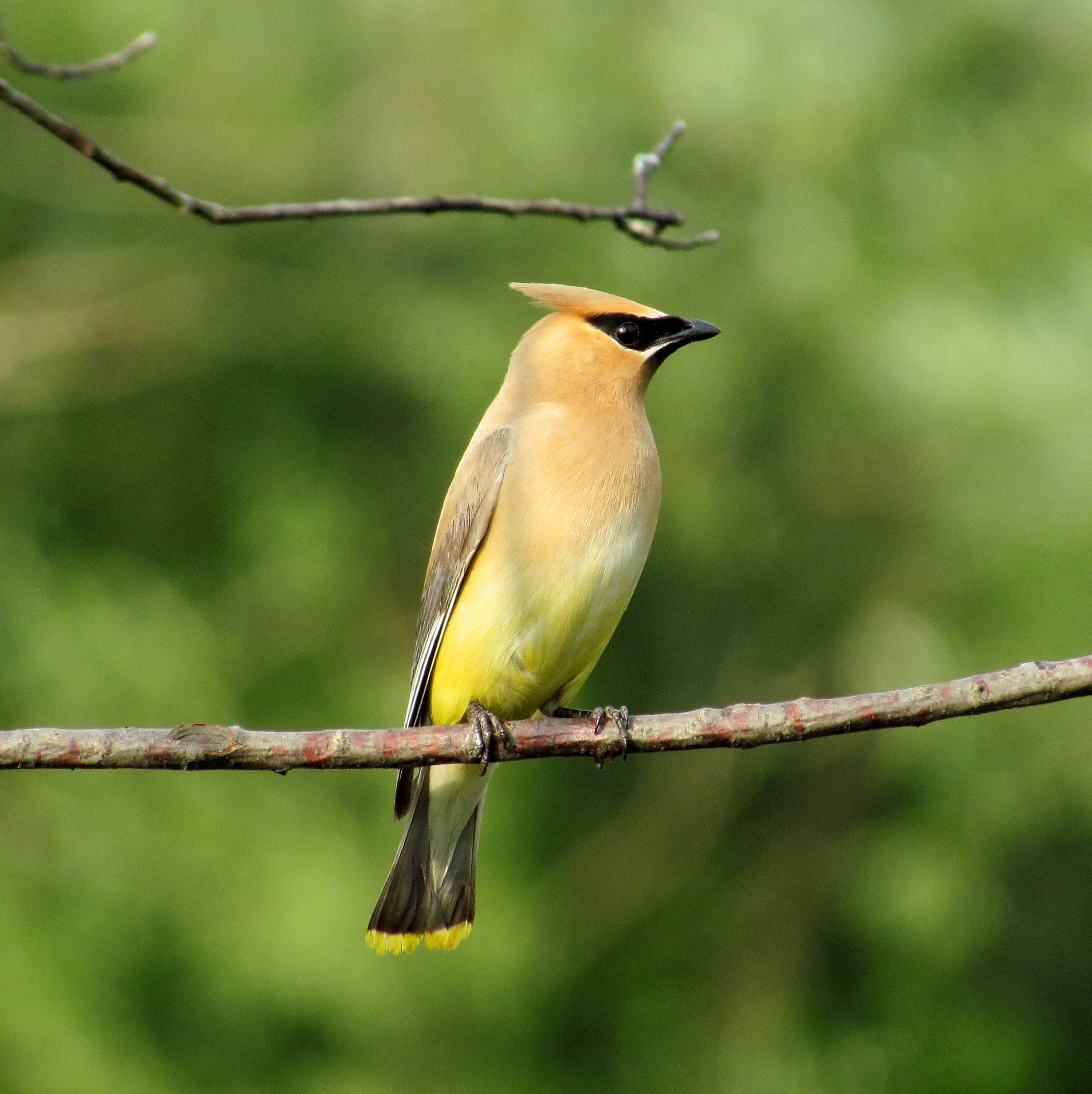
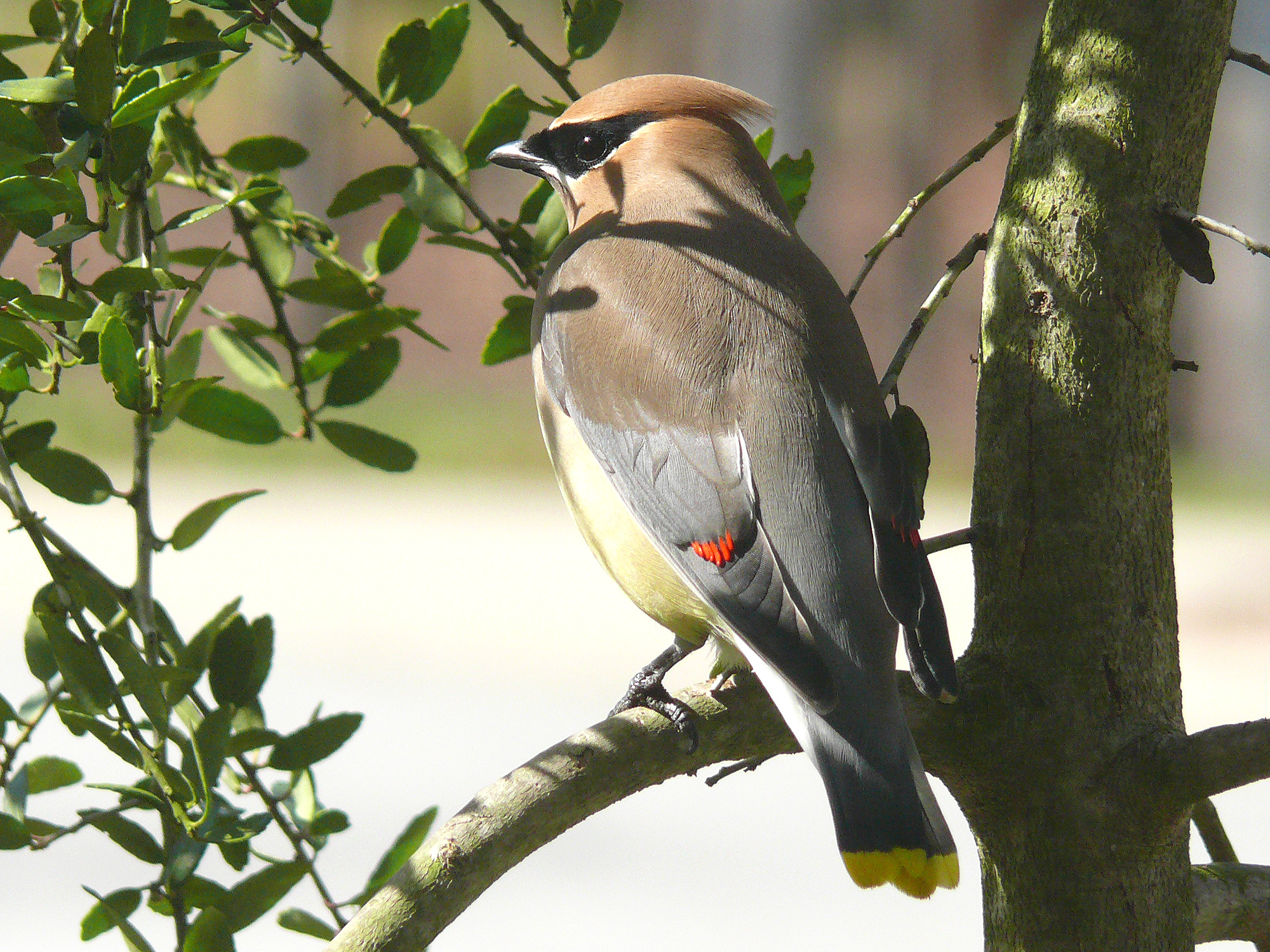
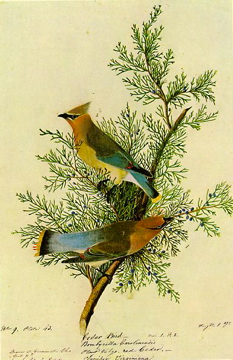
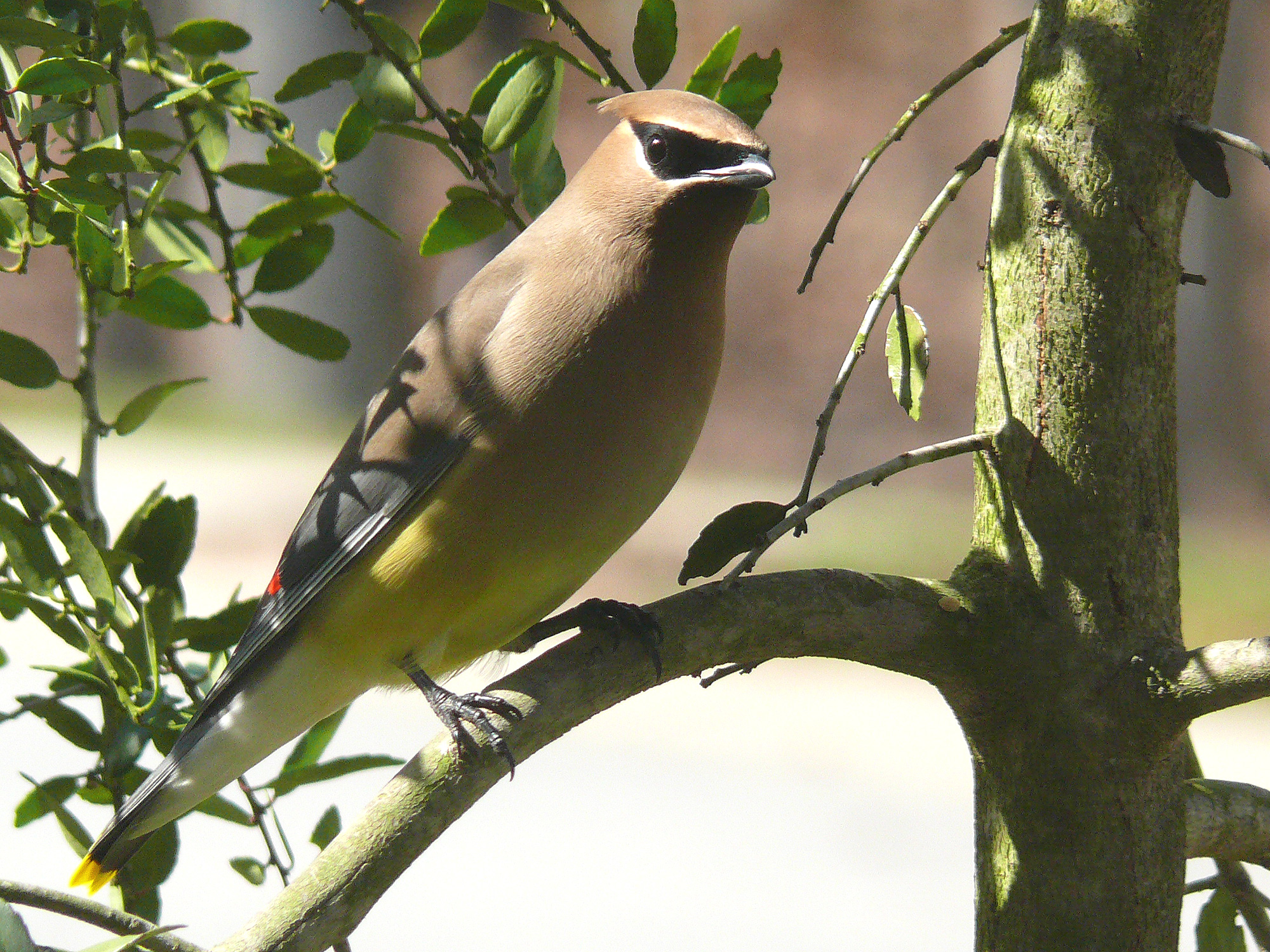
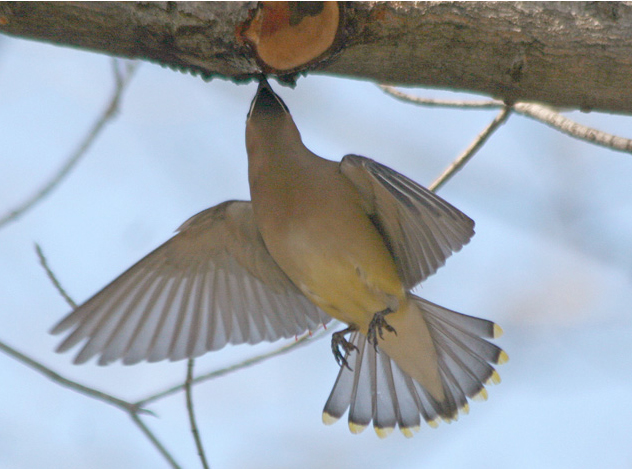